# The College of New Jersey
Das College of New Jersey (TCNJ) ist eine öffentliche Universität im US-Bundesstaat New Jersey und befindet sich im Ewing Township. Gegründet wurde die Universität im Jahr 1855 in Trenton, bevor sie in den frühen 1930er-Jahren an ihren heutigen Standort verlegt wurde. Seit der Gründung hat die Hochschule mehrere Namensänderungen durchlaufen, zuletzt 1996, als der Name von Trenton State College in die heutige Bezeichnung geändert wurde.
Seit 1991 wurde das College of New Jersey jährlich als beste staatliche Universität des Nordostens der Vereinigten Staaten ausgezeichnet.
Die Hochschule ist in sieben Fachbereiche gegliedert, die alle Bachelorstudiengänge anbieten, von denen einige zudem Master-Programme umfassen. Ein besonderer Schwerpunkt liegt auf der Bildung der Sieben freien Künste (Liberal Arts), die durch die allgemeinen Bildungsanforderungen des Colleges gefördert wird.
Ein Großteil des TCNJ-Campus ist im Stil der georgianischen Kolonialarchitektur errichtet und erstreckt sich über ein baumgesäumtes Gelände von 117 Hektar.

## Geschichte

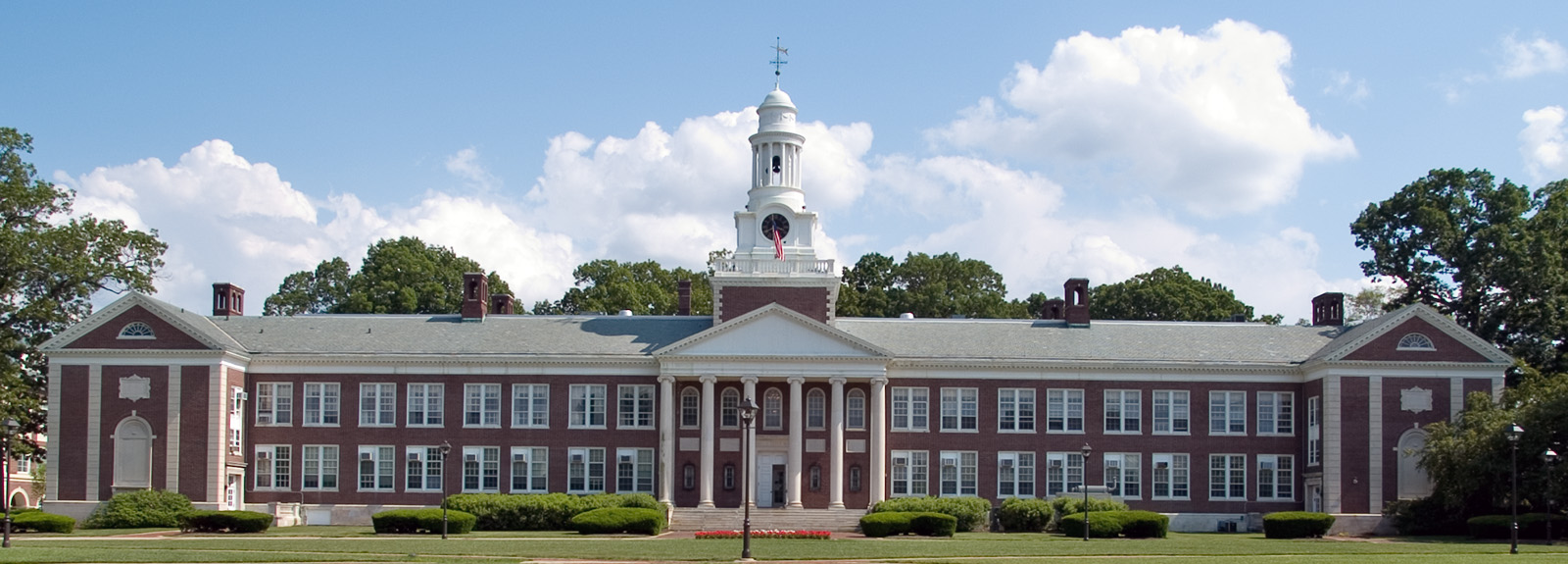
Die Green Hall (1930)

Das College of New Jersey wurde am 9. Februar 1855 als erste Lehrerausbildungsstätte in New Jersey gegründet. Ursprünglich in Trenton angesiedelt, zog es in den 1930er-Jahren auf einen neuen, größeren Campus in Ewing Township um. Das erste Gebäude dort, die Green Hall, wurde im georgianischen Kolonialstil errichtet und prägt bis heute die Architektur des Campus.
Ab 1925 bot die Hochschule erstmals vierjährige Bachelor-Studiengänge an, ab 1947 folgten Master-Programme. Der Higher Education Act of 1966 ermöglichte eine Erweiterung des Fächerangebots über die Lehrerausbildung hinaus, sodass bis 1972 bereits 70 % der Studierenden in andere Fachrichtungen eingeschrieben waren. 1996 erfolgte die Umbenennung in The College of New Jersey.

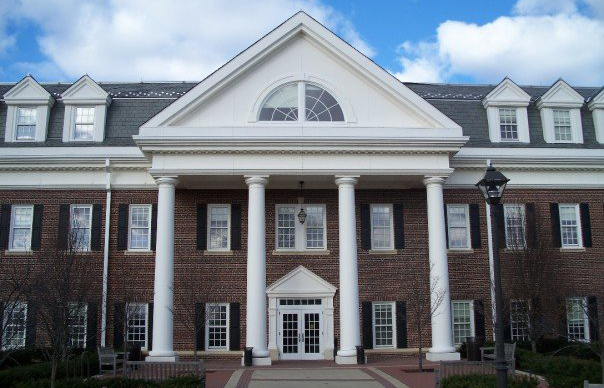
Im Social Sciences Building sind die Gesellschaftswissenschaften untergebracht

## Organisation

### Campus
Der Campus des College of New Jersey umfasst eine Vielzahl von Wohn-, Freizeit- und Bildungseinrichtungen. Je nach Semesterzahl sind die Studierenden in verschiedenen Wohnheimen untergebracht. Während 95 % der Erstsemester auf dem Campus wohnen, leben nur etwa 50 % der höheren Semester weiterhin dort.
Die 2013 errichtete Campus Town umfasst Wohnraum für 446 Studierende sowie Geschäfte, Restaurants und Freizeiteinrichtungen. Ein 11.500 m² großes Fitnesscenter ersetzt die frühere, deutlich kleinere Sportanlage.
Das Brower Student Center dient als zentraler Treffpunkt mit zahlreichen studentischen Organisationen und gastronomischen Angeboten. Das College fördert Unternehmertum durch Wettbewerbe und Workshops.
Das College beherbergt das David Sarnoff Museum und mehrere Kunstausstellungen. Es gibt verschiedene studentische Zeitungen, darunter die preisgekrönte The Signal sowie literarische Magazine. Der Radiosender WTSR und der studentische Fernsehsender LTV bieten weitere Medienplattformen für Studierende.
Das Maskottchen des Colleges ist der Löwe „Roscoe“, dessen Statue seit 1986 auf dem Campus steht.

### Fakultäten
Das College of New Jersey bietet mehr als 50 Programme an, die auf sieben Fakultäten verteilt sind:
- School of the Arts and Communication
- School of Business
- School of Humanities and Social Sciences
- School of Education
- School of Engineering
- School of Nursing, Health and Exercise Science
- School of Science

### Sport
Das College of New Jersey ist bekannt für seine erfolgreichen Sportmannschaften, wie das Frauen-Lacrosse-Team, das 11 Meisterschaften gewann, und das Wrestling-Team, das 5 nationale Titel errang. Die Leichtathletik-Teams haben seit 1997 jedes Jahr den NJAC-Titel gewonnen. Das Lions Stadium, die Hauptsportstätte, fasst 6.000 Zuschauer. Das Club-Eishockey-Team hat mehrere Konferenztitel gewonnen, und das Cheerleading-Team wurde mehrfach nationaler Champion.

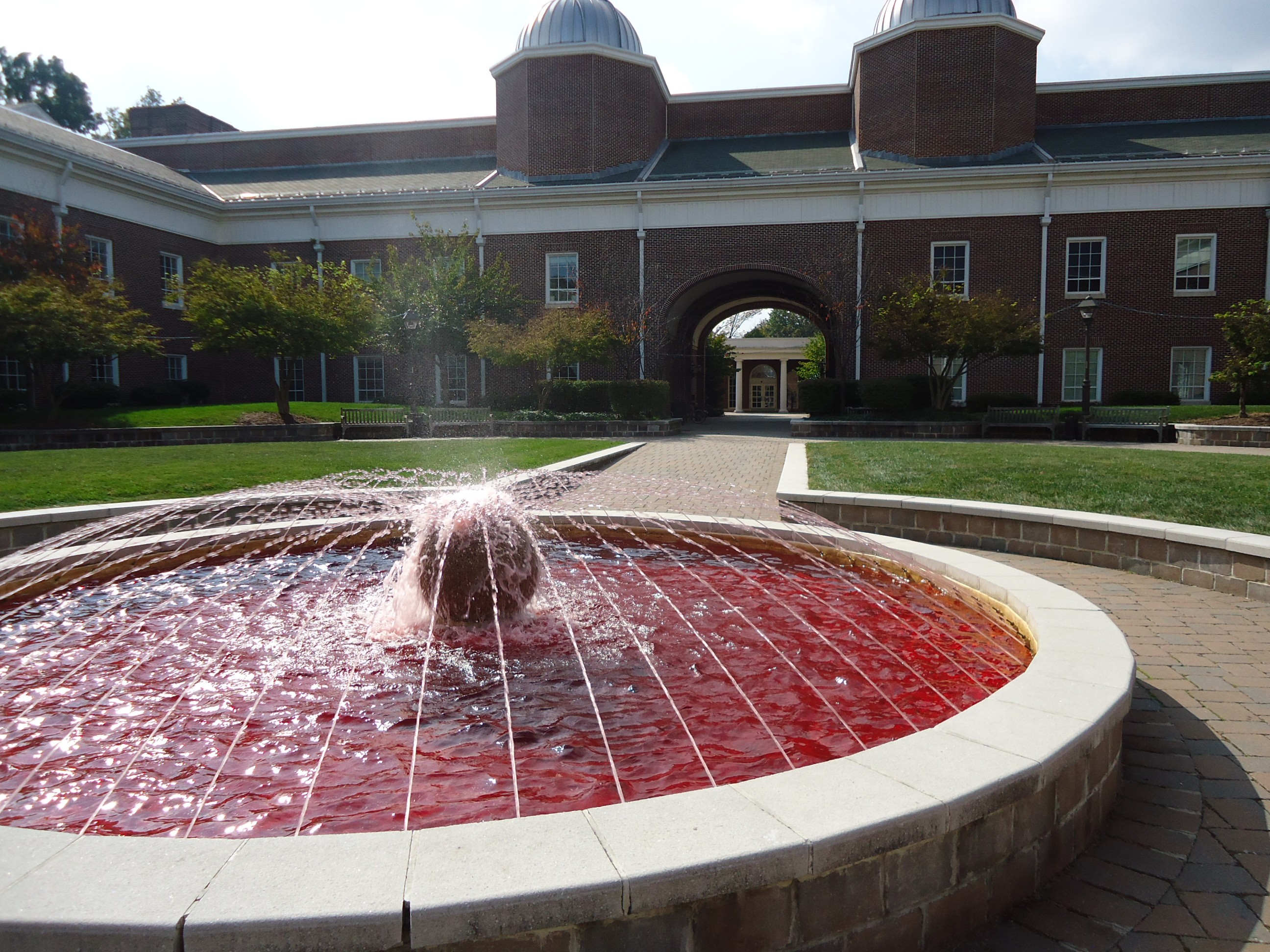
Der Brunnen am Science Complex

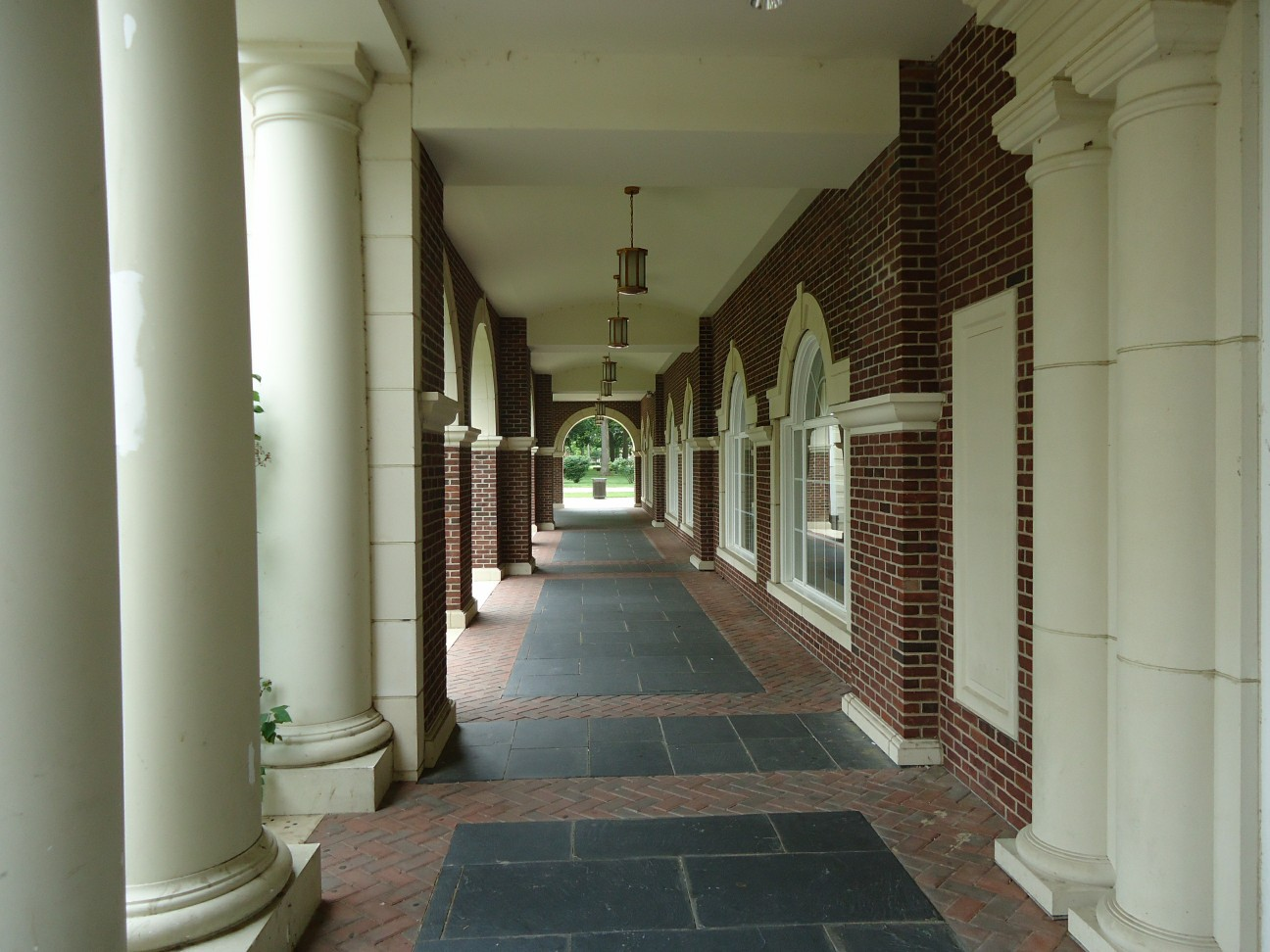
Gang der Gitenstein Library

## Persönlichkeiten

The College of New Jersey Alumni
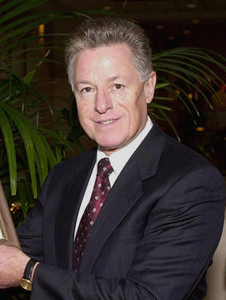
James Florio, 49. Gouverneur von New Jersey
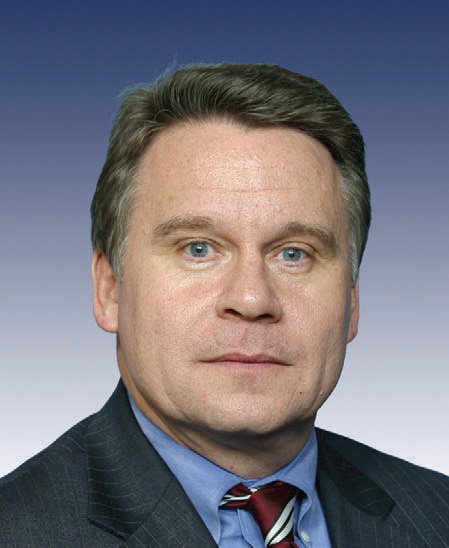
Chris Smith, Abgeordneter im US-Repräsentantenhaus
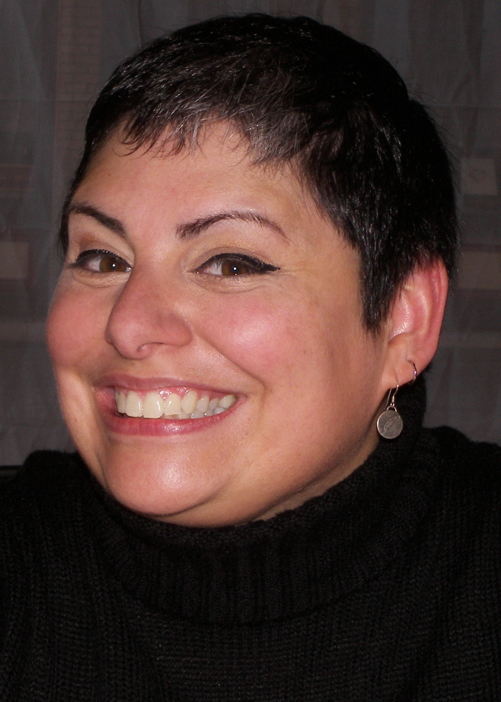
Holly Black, Autorin
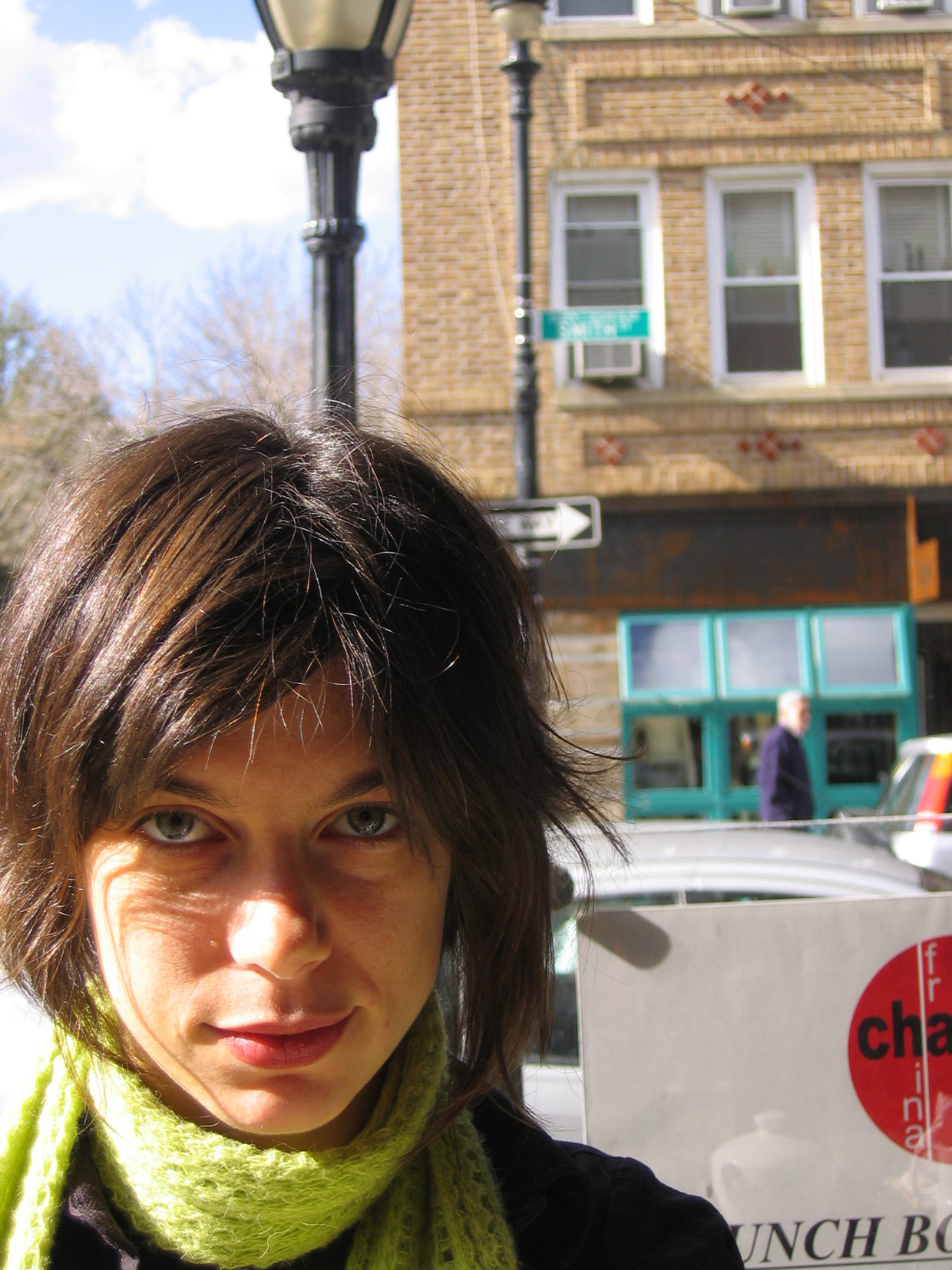
Nancy Hingston, Mathematikerin
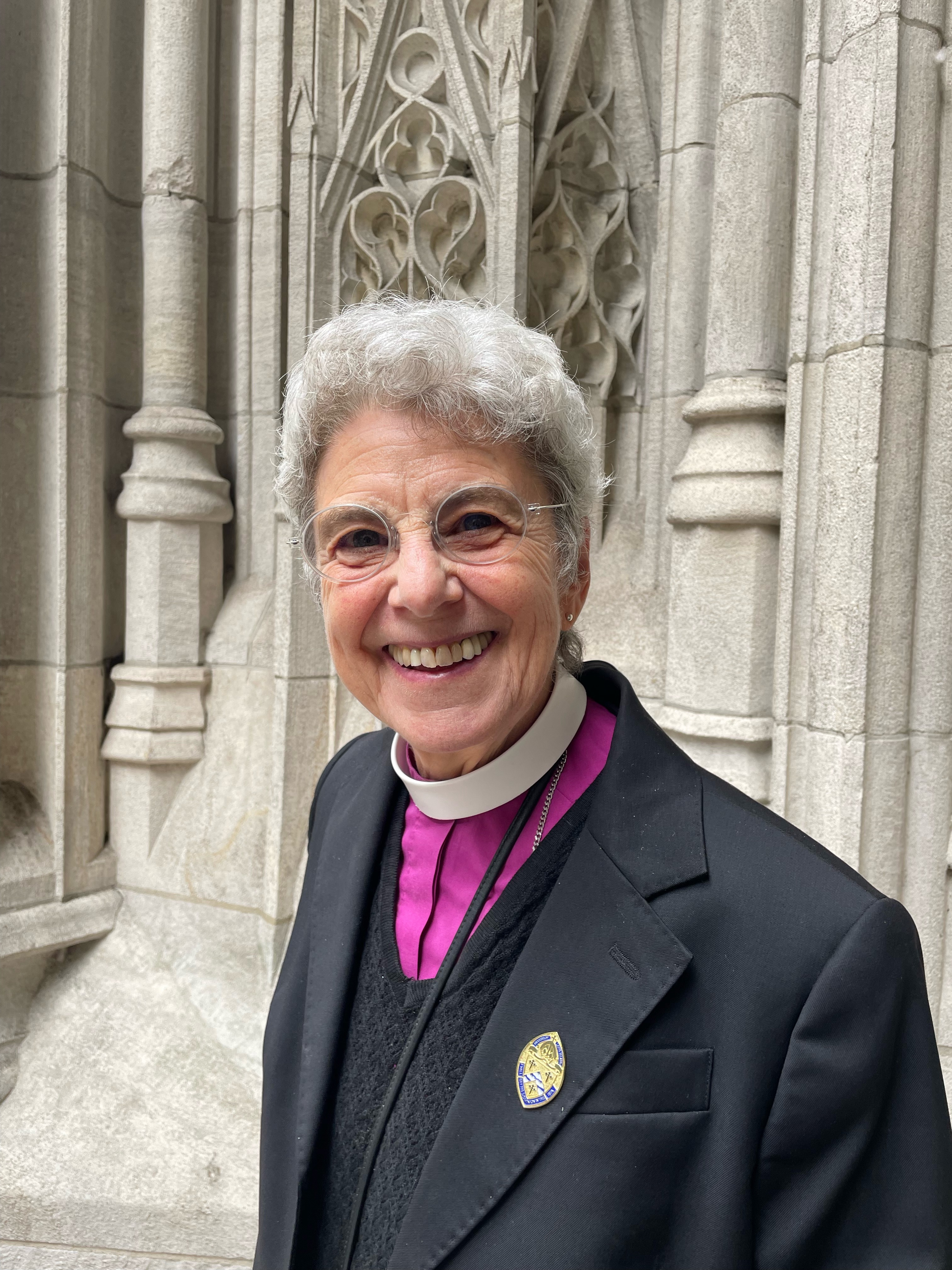
Geralyn Wolf, Geistliche